# Эндонуклеазы рестрикции
Эндонуклеазы рестрикции, рестриктазы (от лат. restrictio — ограничение, следует отказаться от термина "рестриктаза", как вульгаризованного) — группа ферментов, относящихся к классу гидролаз, катализирующих реакцию гидролиза нуклеиновых кислот.
В отличие от экзонуклеаз, эндонуклеазы рестрикции расщепляют нуклеиновые кислоты не с конца молекулы, а в середине. При этом каждый такой фермент узнаёт определённый участок ДНК (сайт) длиной от четырёх пар нуклеотидов (возможно вырождение) и расщепляет нуклеотидную цепь внутри участка узнавания или вне его.
Защита бактериального генома от собственной эндонуклеазы рестрикции осуществляется, как правило, с помощью метилирования нуклеотидных остатков аденина и цитозина (маскирования).
При проведении дайджеста в неоптимальных условиях (особенно при превышении концентрации фермента) эндонуклеазы проявляют звёздчатую активность (снижение специфичности рестрикции).

## Классификация
Выделяют три основных типа (или класса) ферментов рестрикции, сайты узнавания для которых могут быть симметричными (палиндромными) и несимметричными:
- Эндонуклеазы рестрикции первого типа (например, ЕсоК из Escherichia coli К12) узнают определённую последовательность нуклеотидов и разрезают двуцепочную молекулу ДНК неподалёку от этой последовательности в произвольной точке, и само место разреза не строго специально (по-видимому, после образования комплекса с ДНК фермент неспецифически взаимодействует с удалённой областью ДНК или передвигается вдоль цепи ДНК). Обладают рестриктазной, метилазной и АТФазной активностями.
- Эндонуклеазы рестрикции второго типа (например, EcoRI, XbaI) узнают определённую последовательность и разрезают двойную цепь ДНК в определённой фиксированной точке внутри этой последовательности. Эндонуклеазы рестрикции этого типа узнают палиндромные последовательности, которые обладают центральной осью и считываются одинаково в обе стороны от оси симметрии. Не обладают АТФазной активностью.
- Эндонуклеазы рестрикции третьего промежуточного типа (например, EcoPI) узнают нужную последовательность и разрезают двуцепочную молекулу ДНК, отступив определённое число нуклеотидных пар от её конца (или в нескольких точках на разном удалении от сайта узнавания). При этом образуются фрагменты ДНК либо с ровными (тупыми) концами, либо с выступающими (липкими) 5'- или 3'-концами. Эти эндонуклеазы рестрикции узнают асимметричные сайты. Эти их свойства широко используются в различных методах сборки ДНК in vitro, как, например, сборка Golden Gate. Эти эндонуклеазы рестрикции обладают рестриктазной,метилазной и АТФ-азной активностями

К 2007 году выделено более трёх тысяч эндонуклеаз рестрикции. Более шестисот эндонуклеаз рестрикции доступны в виде коммерческих препаратов и повседневно используются в лабораториях для модификации ДНК и решения генно-инженерных задач.

## Номенклатура рестриктаз
С момента их открытия в 1970-х годах было идентифицировано множество ферментов рестрикции; например, охарактеризовано более 3500 различных ферментов рестрикции типа II. Каждый фермент назван по имени бактерии, из которой он был выделен, с использованием системы наименований, основанной на роде, виде и штамме. Например, название фермента рестрикции EcoRI было получено, как показано в приведенной таблице:
| Разбор названия рестриктазы EcoRI | Разбор названия рестриктазы EcoRI | Разбор названия рестриктазы EcoRI |
| Часть аббревиатуры                | Значение                          | Что описывает                     |
| --------------------------------- | --------------------------------- | --------------------------------- |
| E                                 | Escherichia                       | родовое название                  |
| co                                | coli                              | видовое название                  |
| R                                 | RY13                              | штамм                             |
| I                                 | Первая                            | порядок идентификации в бактерии  |

## Изошизомеры, гетерошизомеры и изокаудомеры
Изошизомеры — это пары эндонуклеаз рестрикции, имеющих специфичность к распознаванию одинаковых последовательностей, но иногда отличающихся по наличию метилированных нуклеотидных остатков, и разрезающих эти последовательности в одинаковых местах. Например, изошизомерами являются рестриктазы Sph I (CGTAC^G) и Bbu I (CGTAC^G). Первый выделенный фермент для узнавания и специфического разрезания заданной последовательности, называют прототипом, а все остальные подобные рестриктазы называют изошизомерами.
Изошизомеры выделяют из разных штаммов бактерий и поэтому разные изошизомеры могут требовать разных условий реакции.

### Гетерошизомеры (неошизомеры)
Фермент, узнающий такую же последовательность, но разрезающий её по-другому, называют гетерошизомером (неошизомером). Например, рестриктазы Sma I (GGG^CCC) и Xma I (G^GGCCC) являются гетерошизомерами, но не изошизомерами друг для друга.

### Изокаудомеры
Эндонуклеазы рестрикции, распознающие совершенно разные последовательности, но образующие одинаковые концы, называют изокаудомерами.

## Искусственные рестриктазы
В генной инженерии широко используются искусственные эндонуклеазы рестрикции, получаемые путём слияния ДНК-связывающего домена цинкового пальца с ДНК-разрезающим доменом нуклеазы.
Домен цинкового пальца может быть спроектирован так чтобы узнавать и связываться с желаемой последовательностью ДНК. Альтернативой нуклеазам с цинковым пальцем являются искусственные ферменты рестрикции TALEN, получаемые путём слияния ДНК-связывающего домена TAL-эффектора с доменом расщепления ДНК.

### Эндонуклеазы, работающие по «наводке» РНК
Для редактирования генома в клетках человека используются также эндонуклеазы системы CRISPR-Cas9, расщепляющие определённые последовательности ДНК по «наводке» комплементарной РНК.
В отличие от цинковых пальцев и TALEN, системе CRISPR-Cas для узнавания ДНК требуется только создание соответствующей последовательности РНК «гида», а не создание новых белковых доменов фермента, что делает этот метод гораздо более доступным благодаря простоте и сравнительной дешевизне.
Перспективной видится разработка Fanzor – гомологов CRISPR-Cas9, обнаруженных у Spizellomyces punctatus.

## Значение
В практической молекулярной биологии чаще всего используются эндонуклеазы рестрикции II типа, сайт узнавания для которых в большинстве случаев представляет собой палиндром. Все эндонуклеазы рестрикции II типа — Mg2+-зависимы.
Эндонуклеазы рестрикции — часть сложной системы рестрикции-модификации, используемой бактериальными клетками для регуляции содержания и активности ДНК в клетке.
Открытие эндонуклеаз рестрикции в 1970-х годах вместе с разработкой способов секвенирования ДНК послужило основным толчком для развития генетической инженерии.
В настоящее время эндонуклеазы рестрикции с различными сайтами узнавания являются основным инструментом генетических исследований и генной инженерии.